# المیرا آمرویان
المیرا آرتاشسی آمرویان (ارمنی: Էլմիրա Արտաշեսի Ամրոյան؛ انگلیسی: Elmira Amroyan؛ زادهٔ ۲۷ نوامبر ۱۹۴۰) یک داروساز اهل ارمنستان است.

## زندگی‌نامه
وی در ۲۷ نوامبر ۱۹۴۰ ‏ در ایروان به دنیا آمد و از دانشگاه پزشکی دولتی ایروان (۱۹۶۴) فارغ‌التحصیل گشت. 

## یادداشت
1. ↑  բժշկական գիտությունների դոկտոր